# Kasteelboerderij van Housse

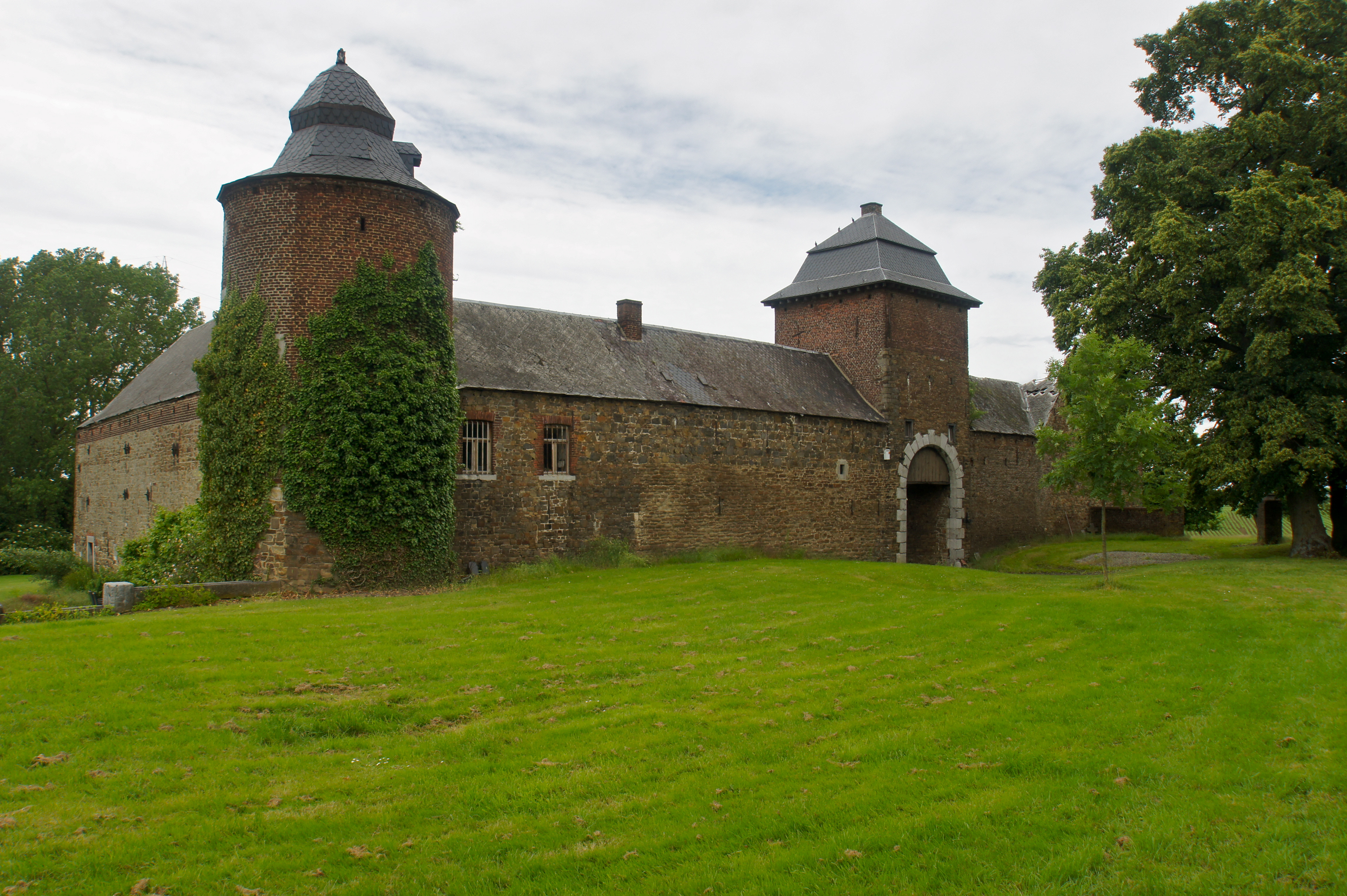
Vooraanzicht

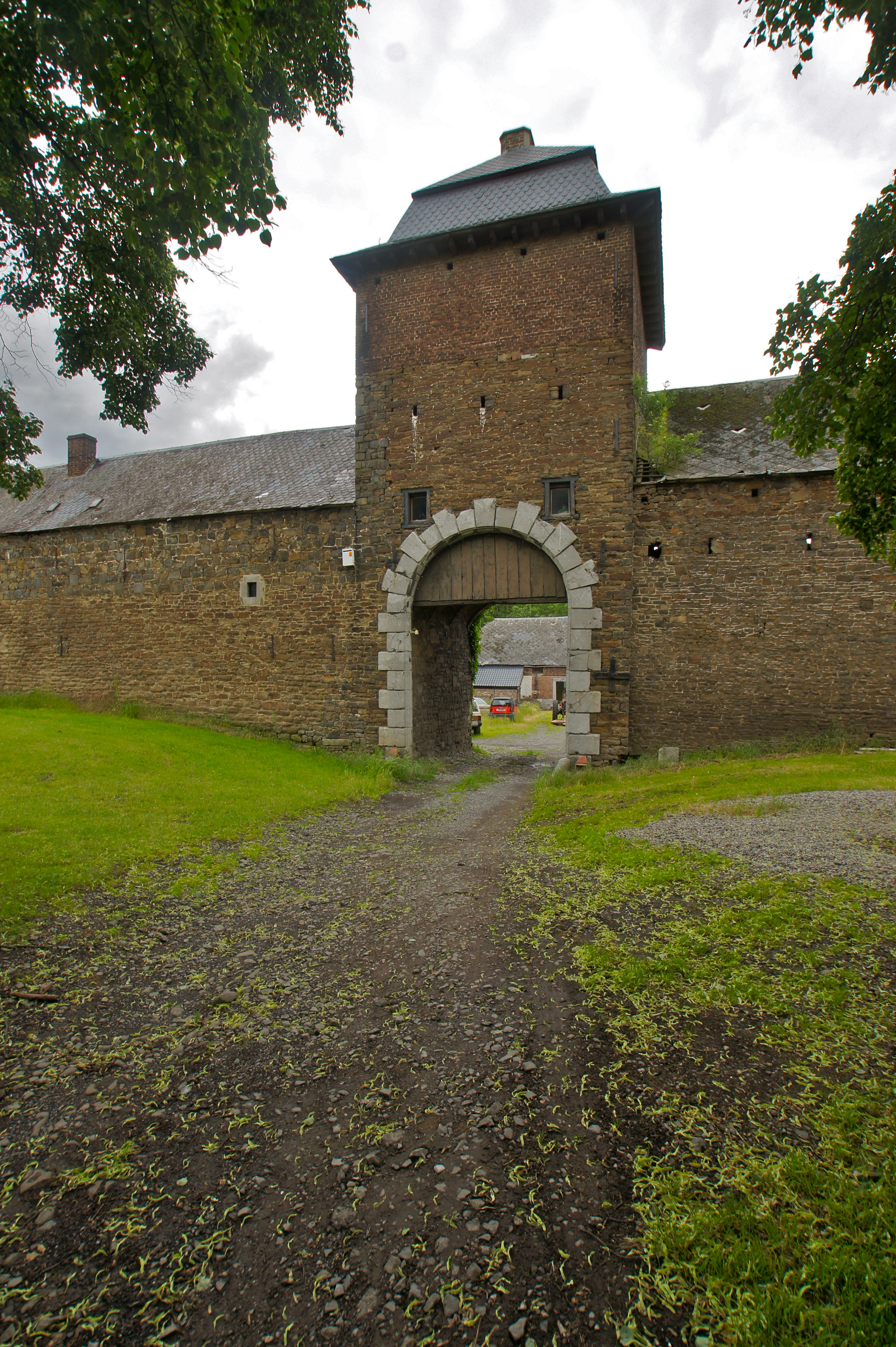
Poortgebouw

De Kasteelboerderij van Housse is een monumentale boerderij, gelegen in de tot de Belgische gemeente Blegny behorende plaats Housse, aan de Rue Werihet 7.

## Gebouw
Van oorsprong een vierkantshoeve, zijn nog de oost- en zuidvleugel intact, terwijl de noordvleugel in vervallen staat verkeert. De gebouwen, alle van de 17e en 18e eeuw, zijn gelegen om een binnenplaats. De buitenmuren zijn vervaardigd uit zandsteenblokken en bezitten vrijwel geen vensters. De binnengevels zijn van baksteen en hebben kalksteenomlijstingen. De zuidpunt van het complex heeft een ronde hoektoren uit het begin van de 17e eeuw, waarvan de basis in zandsteenblokken is uitgevoerd en de opbouw in baksteen met kalksteenomlijstingen. Deze heeft nog een zestal schietgaten.
De oostvleugel heeft in het midden een hoog poortgebouw van vier verdiepingen, waarvan het bovenste deel een verhoging in baksteen betreft. Hier bevindt zich een duiventil. Links hiervan bevindt zich een woongedeelte, en rechts een woongedeelte en de stallen. Ook de zuidvleugel bevat stallen, terwijl de noordvleugel een grote schuur omvatte, waarvan het dak echter verdwenen is. Rechts daarvan waren de varkenshokken. De westvleugel werd vervangen door een meer recent gebouw.